# Björn Nordqvist
Björn Nordqvist (n. 6 octombrie 1942, Hallsberg) este un fost fotbalist internațional suedez care juca pe postul de fundaș. În anii 1960 și '70 el a fost căpitan al naționalei de fotbal a Suediei. Björn Nordqvist a jucat la Campionatul Mondial de Fotbal 1970, Campionatul Mondial de Fotbal 1974 și Campionatul Mondial de Fotbal 1978, însumând un total de 115 meciuri internaționale, deținând astfel recordul mondial la acel moment.